# Agelaea
Agelaea ist eine Pflanzengattung aus der Familie der Connaraceae.

## Beschreibung
Agelaea sind Lianen. Ihre Blätter sind unpaarig gefiedert bis fast handförmig zusammengesetzt und bestehen aus meist drei, gelegentlich bis zu fünf Blättchen. Der Blütenstand ist eine Rispe. Die meist heterotri- oder -distylen Blüten sind zwittrig und fünfzählig.
Die Kronblätter und Staubfäden sind kahl, die Griffel häufig behaart. Es gibt fünf Fruchtblätter, die Früchte sind schwach oder nicht gestielte Bälge, die außen dicht mit weichen, seidigen Haaren besetzt sind, das Innere ist kahl, reif öffnet sie sich.
Die Samen sind einzeln am Ansatz des Balgs befestigt und besitzen eine fleischige Außenschicht, die sogenannte Sarkotesta, sie überdeckt den Ansatz des Samens. Ein Endosperm fehlt, die Keimblätter sind dick, die Radicula ist spitz.

## Verbreitung
Die Gattung ist altweltlich, die Arten finden sich im tropischen Afrika und im tropischen Asien.

## Systematik
Die Gattung wird in die Tribus Cnestidae der Familie gestellt. Es gibt acht Arten, darunter:
- Agelaea paradoxa Gilg: Sie kommt im tropischen Afrika vor.[1]
- Agelaea pentagyna (Lam.) Baill. (Syn.: Agelaea lamarckii Planch.): Sie kommt im tropischen Afrika, auf Madagaskar, den Komoren und auf Mauritius vor.[2][1]